# Quail Valley Golf Course
De Quail Valley Golf Course is een golfbaan in de Verenigde Staten. De baan werd opgericht in 1970 en bevindt zich in Missouri City, Texas. Het is een 36 holesbaan, waarvan twee 18 holesbanen met een par van 71.
De twee 18 holesbanen hebben een eigen naam: de "El Dorado"- en de "La Quinta"-baan. De "El Dorado" werd opgericht in 1970 en werd ontworpen door de golfbaanarchitect Jack Miller. De "La Quinta" werd opgericht in 2008.

## Golftoernooien
- Houston Open: 1973 & 1974[1]